# Agrana
Az Agrana, teljes nevén Agrana Beteiligungs-AG bécsi székhelyű osztrák élelmiszeripari vállalat, amelynek tevékenysége a cukor, keményítő, gyümölcskészítmények és bioetanol gyártása. Termékeit főként a feldolgozóiparnak értékesíti; a fogyasztók számára a Wiener Zucker márkaneve ismert.

## Története
A vállalatot 1988-ban alapították az osztrák cukor- és keményítőipar holdingszervezeteként. Kezdetben három cukorgyárat (Tulln, Leopoldsdorf, 2006-ig Hohenau) és két keményítőgyárat (Gmünd és Aschach) üzemeltetett.
Az egyes gyárak története sokkal régebbre nyúlik vissza: a leopoldsdorfi gyárat 1901–1902-ben cukorfinomítóként alapították, és 1925-ben alakították át cukorgyárrá. 1974 óta a vállalat jogosult Ausztria címerét használni az üzleti életben.
1990–1991-ben a cég magyarországi cukori- és keményipari cégekben szerzett részesedést, amelyet további terjeszkedés követett Csehországban, Magyarországon, Szlovákiában, Romániában és Ausztriában. 1991 óta a cég részvényeit a bécsi tőzsdén jegyzik. 1996-ban az Agrana a Gazdasági Versenyhivatal hozzájárulásával a Magyarországon működő 12 cukorgyár közül 7 felett szerzett többségi ellenőrzést (Ács, Ercsi, Kaposvár, Mezőhegyes, Petőháza, Sarkad, Sárvár).
2003–2005 között az Agrana kibővítve tevékenységi körét több gyümölcsfeldolgozó céget vásárolt. Ennek okai a cukoripar visszaesése illetve a diverzifikáció voltak.
Az Európai Unió cukorpiaci rendtartásának reformja miatt 2006-ban bezárták a hohenaui és rimaszombati cukorgyárat, 2007-ben pedig a petőházi cukorgyárat.

## Részvényesek
2014. februárban az Agrana többségi tulajdonosa a jegyzett tőke 86,2%-ával a bécsi Z&S Zucker und Stärke Holding AG (Z&S) volt. A többi részvény a Südzucker AG tulajdonában volt (4,9%) illetve kisrészvényeseknél (8,9%). A Z&S egyedüli tulajdonosa az Agrana Zucker, Stärke und Frucht Holding AG, Bécs, amelynek tulajdonosai 50-50%-os arányban a  Südzucker AG és a Zucker-Beteiligungsgesellschaft m.b.H. (ZBG), Bécs. A ZBG tulajdonosai a Raiffeisen-Holding Niederösterreich Wien reg.Gen.mbH (Raiffeisen NÖW) 78,31%-kal, a Marchfelder Zuckerfabriken GesmbH (a Raiffeisen NÖW 100%-os tulajdona), az Estezet Beteiligungsgesellschaft mbH (szintén a Raiffeisen NÖW 100%-s tulajdona), a Rübenproduzenten Beteiligungs GesmbH (amely több mint kilencezer osztrák cukorrépa-termelő tulajdona) és a Leipnik-Lundenburger Invest Beteiligungs AG (a Raiffeisen NÖW és a Raiffeisen Zentralbank leányvállalata).

## Telephelyek
- Ausztria: Aschach, Bécs, Dürnkrut, Gleisdorf, Gmünd, Kröllendorf, Leopoldsdorf im Marchfelde, Pischelsdorf, Tulln
- Amerikai Egyesült Államok: Botkins, Centerville, Fort Worth, Lysander.[3]
- Belgium: Herk de Stad
- Bosznia-Hercegovina: Brčko
- Dánia: Køge
- Csehország: Hrušovany nad Jevišovkou, Opava
- Franciaország: Mitry-Mory, Valence
- Lengyelország: Białobrzegi, Góra Kalwaria, Lipnik, Ostrołęka
- Magyarország: Anarcs, Hajdúsámson, Kaposvár, Petőháza, Szabadegyháza, Vásárosnamény, Érsekhalma
- Marokkó: Laouamra
- Mexikó: Jacona de Plancarte
- Németország: Bingen, Konstanz
- Oroszország: Szerpukov
- Románia: Bodzavásár, Románvásár, Vászló
- Szerbia: Grdovići
- Szlovákia: Szered
- Ukrajna: Vinnica, Luka
- valamint további gyümölcsfeldolgozók Argentínában, Ausztráliában, Brazíliában, a Dél-afrikai Köztársaságban, a Fidzsi-szigeteken, Kínában és Törökországban.

## Fordítás
Ez a szócikk részben vagy egészben német Agrana című az Wikipédia-szócikk ezen változatának fordításán alapul.  Az eredeti cikk szerkesztőit annak laptörténete sorolja fel. Ez a jelzés csupán a megfogalmazás eredetét és a szerzői jogokat jelzi, nem szolgál a cikkben szereplő információk forrásmegjelöléseként.